# Copa do Mundo FIFA de Futebol de Areia de 2021
A Copa do Mundo FIFA de Futebol de Areia de 2021 foi a 21ª edição da principal competição do esporte, sendo a 11ª organizada pela Federação Internacional de Futebol. O evento foi realizado em Moscou, na Rússia, entre os dias 19 e 29 de agosto.
A seleção da casa venceu seu terceiro mundial com uma vitória sobre a Japão, que chegava a uma final inédita, por 5–2. Por conta de uma punição da Agência Mundial Antidoping (WADA), os russos competiram pela União de Futebol da Rússia (RFU).

## Equipes participantes
| Confederação                                  | Torneio qualificatório                                      | Classificado(s)                     |
| --------------------------------------------- | ----------------------------------------------------------- | ----------------------------------- |
| AFC (Ásia)                                    | Indicados pela AFC (Campeonato Asiático de 2021 cancelado)  | Japão Omã Emirados Árabes Unidos    |
| CAF (África)                                  | Campeonato Africano de 2021                                 | Senegal Moçambique                  |
| CONCACAF (América do Norte, Central e Caribe) | Campeonato da CONCACAF de 2021                              | El Salvador Estados Unidos          |
| CONMEBOL (América do Sul)                     | Eliminatórias sul-americanas de 2021                        | Brasil Uruguai Paraguai             |
| OFC (Oceania)                                 | Indicado pela OFC (Campeonato da Oceania de 2021 cancelado) | Taiti                               |
| UEFA (Europa)                                 | Eliminatórias europeias de 2021                             | Bielorrússia Portugal Espanha Suíça |
| Anfitrião                                     | Anfitrião                                                   | RFU                                 |

## Sede
Uma arena construída especialmente para a Copa do Mundo de Futebol de Areia foi erguida nas dependências do Complexo Olímpico Luzhniki, no distrito de Khamovniki.
Com capacidade para aproximadamente 4 500 espectadores, em 4 de agosto de 2021, foi anunciado que a frequência seria limitada a 50% a fim de acomodar medidas de distanciamento social por conta dos efeitos contínuos da pandemia de COVID-19 na Rússia. Os voluntários de quadra deveriam usar coberturas faciais em todos os momentos, no entanto, testes negativos de COVID-19 e confirmação do status de vacina não eram necessários ao público para entrar na arena.
| Estádio Luzhniki de Futebol de Areia |
| Capacidade: 4 500                    |
|                                      |

## Árbitros
Esta é a lista de árbitros que atuaram na Copa do Mundo de Futebol de Areia de 2021:
| Árbitros                                                                          |     |
| AFC                                                                               | AFC |
| --------------------------------------------------------------------------------- | --- |
| IRN Ebrahim Akbarpour OMA Turki Al Salehi JPN Yuchi Hatano MAS Suhaimi Mat Hassan |     |
| CAF                                                                               |     |
| TUN Hamdi Bchir EGY Hany Farouk MAD Said Hachim                                   |     |
| CONCACAF                                                                          |     |
| DOM Juan Ángeles PAN Gumercindo Batista SLV Gonzalo Carballo                      |     |
| OFC                                                                               |     |
| TAH Aurélien Planchais-Godefroy                                                   |     |

| CONMEBOL | CONMEBOL |
| --- | -------- |
| PAR Gustavo Domínguez BRA Lucas Estevão URU Aecio Fernández PER Micke Palomino ARG Mariano Romo                                                                                   |          |
| UEFA |          |
| FRA Sofien Benchabane RUS Roman Borisov ESP Francisco de Oses Bumedien POR Sérgio Gomes Soares LTU Vitalij Gomolko AZE Ingilab Mammadov ITA Gionni Matticoli POL Łukasz Ostrowski |          |

## Sorteio
O sorteio para dividir as 16 equipes classificadas em quatro grupos de quatro ocorreu em 8 de julho de 2021 (14:00 CEST), na sede da FIFA em Zurique, Suíça. Foi conduzido pelo ex-capitão de Portugal, Madjer, e o ex-capitão da seleção nacional de futebol da Rússia, Aleksey Smertin.
As equipes primeiramente foram divididas em quatro potes com quatro seleções cada com base em uma classificação criada considerando o desempenho de cada país na Copa do Mundo nas últimas cinco edições (desde 2011); quanto mais recente o torneio, maior o peso dado a esses resultados. Os pontos de bônus também foram atribuídos às equipes que ganharam o campeonato de sua confederação durante a qualificação. Usando essa classificação, as equipes com melhor desempenho foram colocadas no Pote 1 (com o anfitrião), as melhores seleções seguintes foram colocadas no Pote 2 e assim por diante. A composição final dos potes foi a seguinte:
| Pote 1                                                            | Pote 2                              | Pote 3                                                      | Pote 4                                             |
| ----------------------------------------------------------------- | ----------------------------------- | ----------------------------------------------------------- | -------------------------------------------------- |
| - RFU (País-sede; assegurado como A1) - Brasil - Portugal - Taiti | - Japão - Senegal - Suíça - Espanha | - Paraguai - El Salvador - Emirados Árabes Unidos - Uruguai | - Omã - Bielorrússia - Estados Unidos - Moçambique |

## Fase de grupos
Na fase de grupos, se uma partida terminasse empatada ao final do tempo normal de jogo, a prorrogação seria disputada (um período de três minutos) seguida, se necessário, de chutes na marca de pênalti para determinar o vencedor. Cada equipe ganha três pontos por vitória no tempo regulamentar, dois pontos por vitória na prorrogação, um ponto por vitória na disputa de pênaltis e nenhum ponto por derrota. As duas primeiras equipes de cada grupo avançaram para as quartas de final.
Critérios de desempate
1. pontos obtidos em todas as partidas do grupo;
2. diferença de gols em todos os jogos do grupo;
3. número de gols marcados em todas as partidas do grupo;

Se duas ou mais equipes terminarem empatadas com base nos três critérios acima, suas classificações serão determinadas da seguinte forma:
1. pontos obtidos nas partidas do grupo entre as equipes em questão;
2. diferença de gols nas partidas do grupo entre as equipes em questão;
3. número de gols marcados nas partidas do grupo entre as equipes em questão;
4. pontos de fair play em todas as partidas do grupo;
5. sorteio pelo Comitê Organizador da FIFA.

O calendário de jogos foi publicado a 8 de julho, após o sorteio.
|  | Equipes classificadas às quartas de final |
|  | Equipes eliminadas                        |

Todas as partidas seguem o fuso horário local (UTC+3).

### Grupo A

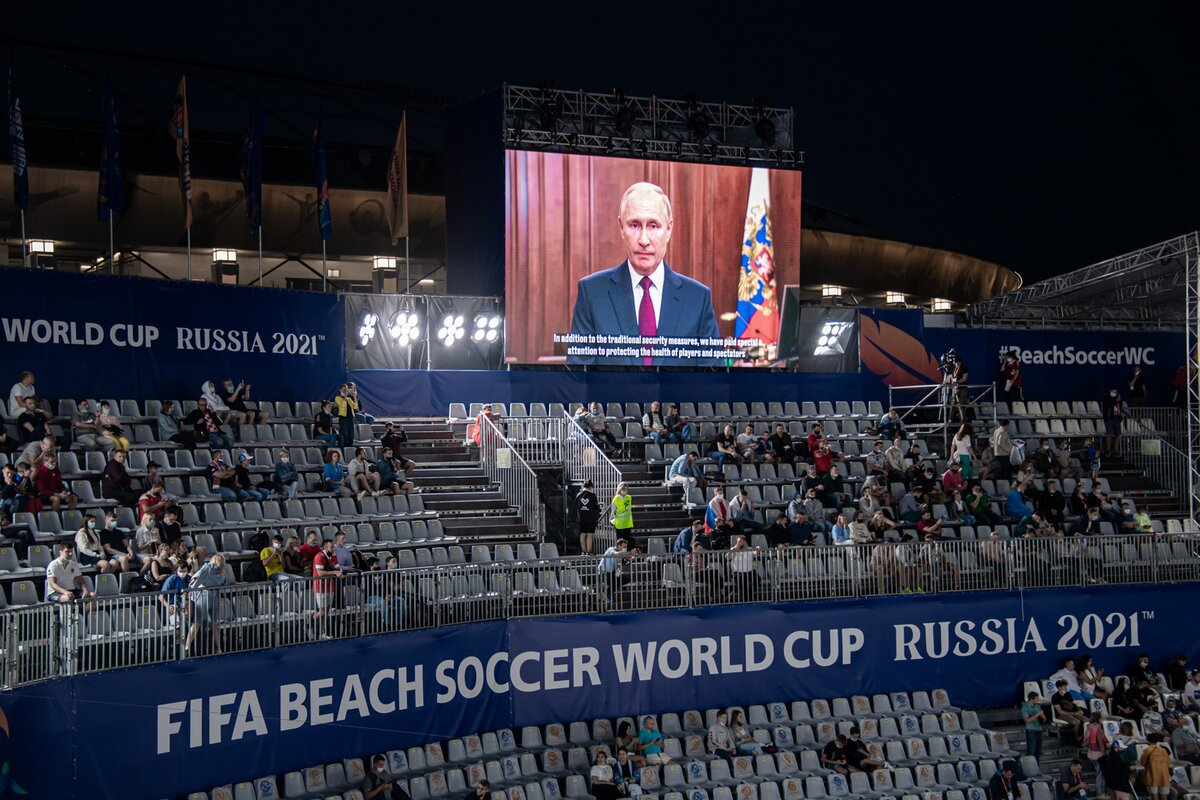
Vladimir Putin se dirige à multidão por meio de um vídeo pré-gravado antes da partida de abertura.

| Seleção        | P | J | V | V+ | VP | D | GP | GC | SG |
| -------------- | - | - | - | -- | -- | - | -- | -- | -- |
| RFU            | 6 | 3 | 1 | 1  | 1  | 0 | 16 | 9  | +7 |
| Japão          | 6 | 3 | 2 | 0  | 0  | 1 | 12 | 14 | –2 |
| Paraguai       | 3 | 3 | 1 | 0  | 0  | 2 | 17 | 15 | +2 |
| Estados Unidos | 0 | 3 | 0 | 0  | 0  | 3 | 11 | 18 | –7 |

| 19 de agosto | Paraguai                                     | 4 – 7                             | Japão                                                                   | Estádio Luzhniki de Futebol de Areia, Moscou         |
| 16:30        | Cantero 10' · N. Medina 10', 13' · Morán 27' | Relatório (BSWW) Relatório (FIFA) | Ojeda 21' (g.c.) · Akaguma 26', 32', 32' · Yamauchi 29', 33' (pen), 36' | Público: 598 Árbitro: ESP Francisco de Oses Bumedien |

| 19 de agosto | RFU                                                                    | 5 – 4 (pro)                       | Estados Unidos                        | Estádio Luzhniki de Futebol de Areia, Moscou |
| 20:30        | Chuzhkov 12' · Shkarin 17' · Nikonorov 20' · Novikov 21' · Makarov 39' | Relatório (BSWW) Relatório (FIFA) | Perea 2', 32' · Canale 15' (pen), 25' | Público: 2 321 Árbitro: BRA Lucas Estevão    |

| 21 de agosto | Japão                                               | 4 – 3                             | Estados Unidos                       | Estádio Luzhniki de Futebol de Areia, Moscou            |
| 16:30        | Okuyama 4' · Ozu 23' · Oba 28' (pen) · Yamauchi 31' | Relatório (BSWW) Relatório (FIFA) | Silveira 3' · Canale 29' · Perea 34' | Público: 1 507 Árbitro: TAH Aurélien Planchais-Godefroy |

| 21 de agosto | RFU                                             | 4 – 4 (pro)                       | Paraguai                                                      | Estádio Luzhniki de Futebol de Areia, Moscou |
| 20:30        | Makarov 1', 37' · Kosharnyi 18' · Nikonorov 21' | Relatório (BSWW) Relatório (FIFA) | Rolón 7' · M. Medina 16' · Carballo 35' · N. Medina 37' (pen) | Público: 2 500 Árbitro: EGY Hany Farouk      |

|                                                  |       | Penalidades                               |  |
| Fedorov Romanov Nikonorov Makarov Krasheninnikov | 5 – 4 | Carballo Morán Ojeda M. Medina V. Benítez |  |

| 23 de agosto | Estados Unidos                                  | 4 – 9                             | Paraguai                                                                                             | Estádio Luzhniki de Futebol de Areia, Moscou |
| 19:00        | Silveira 3' · Canale 15', 34' · Perea 33' (pen) | Relatório (BSWW) Relatório (FIFA) | Morán 3', 15', 20' · Carballo 7', 21' · M. Medina 23' · N. Medina 25' · Cantero 33' · V. Benítez 36' | Público: 1 327 Árbitro: LTU Vitalij Gomolko  |

| 23 de agosto | Japão       | 1 – 7                             | RFU                                                                                 | Estádio Luzhniki de Futebol de Areia, Moscou |
| 20:30        | Akaguma 32' | Relatório (BSWW) Relatório (FIFA) | Ozu 1' (g.c.) · Paporotnyi 3', 25', 27' · Zemskov 8' · Chuzhkov 15' · Nikonorov 36' | Público: 2 500 Árbitro: PER Micke Palomino   |

### Grupo B

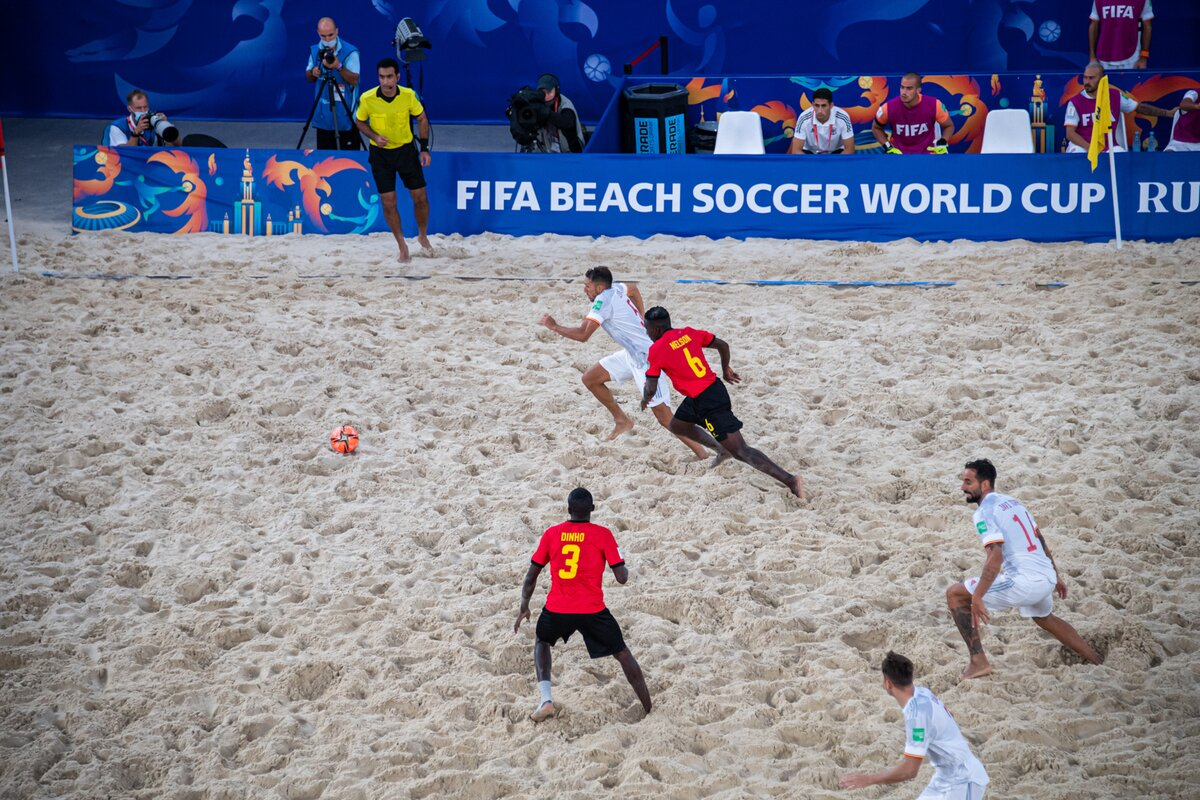
José Cintas, da Espanha, em posse da bola contra Moçambique.

| Seleção                | P | J | V | V+ | VP | D | GP | GC | SG |
| ---------------------- | - | - | - | -- | -- | - | -- | -- | -- |
| Taiti                  | 6 | 3 | 2 | 0  | 0  | 1 | 23 | 19 | +4 |
| Espanha                | 6 | 3 | 2 | 0  | 0  | 1 | 21 | 19 | +2 |
| Moçambique             | 3 | 3 | 1 | 0  | 0  | 2 | 15 | 18 | –3 |
| Emirados Árabes Unidos | 2 | 3 | 0 | 1  | 0  | 2 | 9  | 12 | –3 |

| 19 de agosto | Emirados Árabes Unidos                                         | 4 – 3 (pro)                       | Taiti                                         | Estádio Luzhniki de Futebol de Areia, Moscou  |
| 15:00        | W. Beshr 24' · Alhammadi 25' · Paama 33' (g.c.) · A. Beshr 39' | Relatório (BSWW) Relatório (FIFA) | Tetauira 21' · Taiarui 36' · Li Fung Kuee 36' | Público: 472 Árbitro: POR Sérgio Gomes Soares |

| 19 de agosto | Moçambique                            | 4 – 8                             | Espanha                                                                                  | Estádio Luzhniki de Futebol de Areia, Moscou |
| 19:00        | Nelson 20' · Figo 21', 24' (pen), 35' | Relatório (BSWW) Relatório (FIFA) | Antonio 6' · Chiky 8', 9' (pen), 25' · Eduard 13', 30' · Llorenç 21' · Tivane 36' (g.c.) | Público: 953 Árbitro: OMA Turki Al Salehi    |

| 21 de agosto | Moçambique             | 4 – 2                             | Emirados Árabes Unidos      | Estádio Luzhniki de Futebol de Areia, Moscou |
| 15:00        | Figo 5', 21', 28', 33' | Relatório (BSWW) Relatório (FIFA) | Alhammadi 8' · A. Beshr 36' | Público: 1 031 Árbitro: RUS Roman Borisov    |

| 21 de agosto | Taiti | 12 – 8                            | Espanha                                                                   | Estádio Luzhniki de Futebol de Areia, Moscou |
| 19:00        | Taiarui 1' · Paama 9' (pen.), 35' · Zaveroni 11', 33', 35' · Tehau 12', 15' · Salem 16', 18' · Tetauira 29', 35' | Relatório (BSWW) Relatório (FIFA) | Torres 5', 36' · David 13' · Chiky 14', 28' · Riduan 19', 24' · Pérez 27' | Público: 1 372 Árbitro: JPN Yuchi Hatano     |

| 23 de agosto | Taiti                                                                            | 8 – 7                             | Moçambique                                                               | Estádio Luzhniki de Futebol de Areia, Moscou |
| 15:00        | Tehau 3' · Tetauira 4' · Salem 10', 17', 19', 24' · Paama 31' · Li Fung Kuee 33' | Relatório (BSWW) Relatório (FIFA) | Tehau 4' (g.c.) · Nelson 4', 17', 30' · Mussa 15' · Dez 35' · Malate 36' | Público: 814 Árbitro: AZE Ingilab Mammadov   |

| 23 de agosto | Espanha                                              | 5 – 3                          | Emirados Árabes Unidos          | Estádio Luzhniki de Futebol de Areia, Moscou |
| 16:30        | Chiky 13' · Eduard 15' · Torres 17' · Pérez 21', 30' | Report (BSWW) Relatório (FIFA) | A. Mohammad 7', 22' · Malahi 9' | Público: 1 183 Árbitro: URU Aecio Fernández  |

### Grupo C
| Seleção      | P | J | V | V+ | VP | D | GP | GC | SG |
| ------------ | - | - | - | -- | -- | - | -- | -- | -- |
| Suíça        | 7 | 3 | 2 | 0  | 1  | 0 | 20 | 15 | +5 |
| Brasil       | 6 | 3 | 2 | 0  | 0  | 1 | 14 | 7  | +7 |
| Bielorrússia | 1 | 3 | 0 | 0  | 1  | 2 | 8  | 17 | –9 |
| El Salvador  | 0 | 3 | 0 | 0  | 0  | 3 | 14 | 17 | –3 |

| 20 de agosto | Bielorrússia                                      | 5 – 5 (pro)                       | El Salvador                                     | Estádio Luzhniki de Futebol de Areia, Moscou |
| 16:30        | Piatrouski 19' · Hapon 24', 32' · Ryabko 30', 37' | Relatório (BSWW) Relatório (FIFA) | Batres 2', 30' · Ramos 18', 19' · Velásquez 38' | Público: 962 Árbitro: MAS Suhaimi Mat Hassan |

|                                        |       | Penalidades                          |  |
| Bokach Novikau Chaikouski Ryabko Drozd | 5 – 4 | Velásquez Cruz González Urbina Ramos |  |

| 20 de agosto | Suíça                                        | 5 – 5 (pro)                       | Brasil                                            | Estádio Luzhniki de Futebol de Areia, Moscou |
| 20:30        | Borer 6', 26' · Stankovic 15', 36' · Ott 34' | Relatório (BSWW) Relatório (FIFA) | Edson Hulk 6' · Lucão 8' · Zé Lucas 24', 25', 27' | Público: 2 500 Árbitro: MAD Said Hachim      |

|                                      |       | Penalidades                               |  |
| Ott Steinemann Misev Borer Stankovic | 4 – 3 | Lucão Zé Lucas Antonio Edson Hulk Rodrigo |  |

| 22 de agosto | Bielorrússia                            | 3 – 7                             | Suíça                                                                                     | Estádio Luzhniki de Futebol de Areia, Moscou |
| 16:30        | Novikau 7' · Hardzetski 11' · Hapon 12' | Relatório (BSWW) Relatório (FIFA) | Stankovic 2', 33' · Hodel 17' (pen), 34' · Mounoud 28' · Borer 36' · Steinemann 36' (pen) | Público: 1 856 Árbitro: ITA Gionni Matticoli |

| 22 de agosto | Brasil                                        | 4 – 2                             | El Salvador                      | Estádio Luzhniki de Futebol de Areia, Moscou  |
| 19:00        | Rodrigo 2', 25' · Filipe 28' · Mauricinho 35' | Relatório (BSWW) Relatório (FIFA) | Perdomo 3' (pen) · Velásquez 18' | Público: 2 500 Árbitro: FRA Sofien Benchabane |

| 24 de agosto | El Salvador                                                               | 7 – 8                             | Suíça                                                                               | Estádio Luzhniki de Futebol de Areia, Moscou  |
| 16:30        | Velásquez 4', 13', 21' · Robles 15', 25' · Perdomo 16' (pen) · Batres 20' | Relatório (BSWW) Relatório (FIFA) | Looser 4' · Stankovic 10', 32', 34', 36' · Ruettimann 12' · Borer 13' · Tchatat 31' | Público: 1 049 Árbitro: PAR Gustavo Domínguez |

| 24 de agosto | Brasil                                                              | 5 – 0                             | Bielorrússia | Estádio Luzhniki de Futebol de Areia, Moscou |
| 20:30        | Rodrigo 3' · Edson Hulk 15' · Lucão 23' (pen), 24' · Mauricinho 32' | Relatório (BSWW) Relatório (FIFA) |              | Público: 2 500 Árbitro: DOM Juan Ángeles     |

### Grupo D
| Seleção  | P | J | V | V+ | VP | D | GP | GC | SG |
| -------- | - | - | - | -- | -- | - | -- | -- | -- |
| Senegal  | 6 | 3 | 2 | 0  | 0  | 1 | 13 | 7  | +6 |
| Uruguai  | 6 | 3 | 2 | 0  | 0  | 1 | 12 | 14 | –2 |
| Portugal | 3 | 3 | 1 | 0  | 0  | 2 | 14 | 15 | –1 |
| Omã      | 3 | 3 | 1 | 0  | 0  | 2 | 8  | 11 | –3 |

| 20 de agosto | Senegal                                                                  | 6 – 1                             | Uruguai        | Estádio Luzhniki de Futebol de Areia, Moscou |
| 15:00        | Mendy 2', 14' (pen), 25' · Diatta 5' · Mam. Diagne 15' (pen) · Sylla 33' | Relatório (BSWW) Relatório (FIFA) | Bella 1' (pen) | Público: 734 Árbitro: POL Łukasz Ostrowski   |

| 20 de agosto | Portugal                                                       | 5 – 3                             | Omã                                               | Estádio Luzhniki de Futebol de Areia, Moscou |
| 19:00        | L. Martins 2', 11', 21' · Costa 20' · Mu. Al-Araimi 24' (g.c.) | Relatório (BSWW) Relatório (FIFA) | Al-Zadjali 11' · Al-Sinani 13' · Costa 14' (g.c.) | Público: 2 019 Árbitro: ARG Mariano Romo     |

| 22 de agosto | Uruguai                                                 | 4 – 2                             | Omã                           | Estádio Luzhniki de Futebol de Areia, Moscou |
| 15:00        | Cabrera 7' · Laduche 14' · Guerrero 35' · L. Quinta 35' | Relatório (BSWW) Relatório (FIFA) | Al-Zadjali 25' · Al-Sauti 27' | Público: 1 278 Árbitro: TUN Hamdi Bchir      |

| 22 de agosto | Portugal                                 | 3 – 5                             | Senegal                                                 | Estádio Luzhniki de Futebol de Areia, Moscou   |
| 20:30        | Von 9' · Pinhal 18' (pen) · Lourenço 24' | Relatório (BSWW) Relatório (FIFA) | Mendy 9', 24' · Man. Diagne 11' (pen), 33' · Diatta 35' | Público: 2 500 Árbitro: PAN Gumercindo Batista |

| 24 de agosto | Omã                                                     | 3 – 2                             | Senegal                | Estádio Luzhniki de Futebol de Areia, Moscou |
| 15:00        | Al-Sauti 8' (pen) · Y. Al-Araimi 24' · S. Al-Oraimi 33' | Relatório (BSWW) Relatório (FIFA) | Baldé 25' · Diatta 36' | Público: 702 Árbitro: RUS Roman Borisov      |

| 24 de agosto | Uruguai                                                           | 7 – 6                             | Portugal                                   | Estádio Luzhniki de Futebol de Areia, Moscou |
| 19:00        | Bella 6', 10' · L. Quinta 9', 23', 25' · Laens 26' · Guerrero 32' | Relatório (BSWW) Relatório (FIFA) | L. Martins 3', 12', 16', 22', 25' · Von 5' | Público: 1 977 Árbitro: MAD Said Hachim      |

## Fase final
Na fase final, se uma partida terminasse empatada ao final do tempo normal de jogo, a prorrogação seria disputada (dois períodos de três minutos) seguida, se necessário, de chutes na marca de pênalti para determinar o vencedor.
|  | Quartas de final | Quartas de final |              |         | Semifinais     | Semifinais     |  |  | Final        | Final |
|  |                  |                  |              |         |                |                |  |  |              |       |
|  | 26 de agosto     |                  |              |         |                |                |  |  |              |       |
|  |                  |                  |              |         |                |                |  |  |              |       |
|  | RFU              | 4                |              |         |                |                |  |  |              |       |
|  | RFU              | 4                | 28 de agosto |         |                |                |  |  |              |       |
|  | Espanha          | 2                |              |         |                |                |  |  |              |       |
|  | Espanha          | 2                | RFU (pen)    | 5 (5)   |                |                |  |  |              |       |
|  | 26 de agosto     |                  | RFU (pen)    | 5 (5)   |                |                |  |  |              |       |
|  |                  | Suíça            | 5 (4)        |         |                |                |  |  |              |       |
|  | Suíça            | Suíça            | 5 (4)        | 10      |                |                |  |  |              |       |
|  | Suíça            |                  | 29 de agosto | 10      |                |                |  |  |              |       |
|  | Uruguai          | 1                |              |         |                |                |  |  |              |       |
|  | Uruguai          | 1                | RFU          | 5       |                |                |  |  |              |       |
|  | 26 de agosto     |                  | RFU          | 5       |                |                |  |  |              |       |
|  |                  | Japão            | 2            |         |                |                |  |  |              |       |
|  | Taiti            | Japão            | 2            | 4       |                |                |  |  |              |       |
|  | Taiti            | 28 de agosto     |              | 4       |                |                |  |  |              |       |
|  | Japão (pro)      | 5                |              |         |                |                |  |  |              |       |
|  | Japão (pro)      | 5                | Japão        | 5       | Terceiro lugar | Terceiro lugar |  |  |              |       |
|  | 26 de agosto     |                  | Japão        | 5       | Terceiro lugar | Terceiro lugar |  |  |              |       |
|  |                  | Senegal          | 2            |         |                |                |  |  |              |       |
|  | Senegal (pro)    | Senegal          | 2            | 5       | Suíça          | 9              |  |  |              |       |
|  | Senegal (pro)    |                  |              | 5       | Suíça          | 9              |  |  |              |       |
|  | Brasil           | 4                |              | Senegal | 7              |                |  |  |              |       |
|  | Brasil           | 4                |              |         | 7              |                |  |  |              |       |
|  |                  |                  |              |         |                |                |  |  | 29 de agosto |       |
|  |                  |                  |              |         |                |                |  |  |              |       |

### Quartas de final
| 26 de agosto | Senegal                                                | 5 – 4 (pro)                       | Brasil                                        | Estádio Luzhniki de Futebol de Areia, Moscou |
| 15:00        | Mam. Diagne 9' · Man. Diagne 25', 39' · Mendy 34', 38' | Relatório (BSWW) Relatório (FIFA) | Rodrigo 3', 39' · Catarino 21' · Zé Lucas 23' | Público: 1 628 Árbitro: ITA Gionni Matticoli |

| 26 de agosto | Suíça | 10 – 1                            | Uruguai   | Estádio Luzhniki de Futebol de Areia, Moscou |
| 16:30        | Ott 3' · Borer 8', 18' (pen) · Steinemann 10' · Hodel 20', 22', 24', 34' · Stankovic 32' · Bella 36' (g.c.) | Relatório (BSWW) Relatório (FIFA) | Bella 11' | Público: 1 676 Árbitro: DOM Juan Ángeles     |

| 26 de agosto | Taiti                                                      | 4 – 5 (pro)                       | Japão                                                                     | Estádio Luzhniki de Futebol de Areia, Moscou    |
| 19:00        | Tetauira 20' (pen), 37' · Chan-Kat 30' · Uesato 36' (g.c.) | Relatório (BSWW) Relatório (FIFA) | Tehau 4' (g.c.) · Yamauchi 5' (pen) · Oba 36' · Okuyama 37' · Akaguma 38' | Público: 1 487 Árbitro: POR Sérgio Gomes Soares |

| 26 de agosto | RFU                                                         | 4 – 2                             | Espanha                  | Estádio Luzhniki de Futebol de Areia, Moscou |
| 20:30        | Kotenev 6' · Nikonorov 14' · Makarov 15' · Paporotnyi 34' · | Relatório (BSWW) Relatório (FIFA) | Eduard 20' · Antonio 22' | Público: 2 500 Árbitro: ARG Mariano Romo     |

### Semifinal
| 28 de agosto | RFU                                                               | 5 – 5 (pro)                       | Suíça                                              | Estádio Luzhniki de Futebol de Areia, Moscou |
| 18:00        | Krasheninnikov 1' · Nikonorov 5', 34' · Kotenev 14' · Shkarin 36' | Relatório (BSWW) Relatório (FIFA) | Ott 6' · Hodel 18', 19', 30' (pen) · Stankovic 22' | Público: 2 500 Árbitro: AZE Ingilab Mammadov |

|                                                  |       | Penalidades                                    |  |
| Fedorov Nikonorov Shishin Novikov Krasheninnikov | 5 – 4 | Borer Steinemann Spaccarotella Hodel Stankovic |  |

| 28 de agosto | Japão                                               | 5 – 2                             | Senegal             | Estádio Luzhniki de Futebol de Areia, Moscou |
| 19:30        | Akaguma 15' (pen), 29', 33' · Oba 27' · Okuyama 27' | Relatório (BSWW) Relatório (FIFA) | Fall 26' · Boye 32' | Público: 1 950 Árbitro: POL Łukasz Ostrowski |

### Terceiro lugar
| 29 de agosto | Suíça                                                                                      | 9 – 7                             | Senegal                                                                        | Estádio Luzhniki de Futebol de Areia, Moscou |
| 18:00        | Borer 9' · Hodel 11', 34', 36' · Mounoud 10', 16' · Spaccarotella 21' · Ott 21', 36' (pen) | Relatório (BSWW) Relatório (FIFA) | Sylla 3' · Diatta 9', 13', 36' · Mam. Diagne 10' · Ndour 14' · Man. Diagne 33' | Público: 1 753 Árbitro: PER Micke Palomino   |

### Final
| 29 de agosto | RFU                                                                 | 5 – 2                             | Japão                  | Estádio Luzhniki de Futebol de Areia, Moscou   |
| 19:30        | Zemskov 4' · Krasheninnikov 13', 34' · Novikov 15' · Paporotnyi 19' | Relatório (BSWW) Relatório (FIFA) | Akaguma 13', 17' (pen) | Público: 2 500 Árbitro: MAS Suhaimi Mat Hassan |

### Premiação
| Campeonato Mundial de Futebol de Areia de 2021                         |
| Comitê Olímpico Russo                                                  |
| ---------------------------------------------------------------------- |
| RFU Campeão (3º título) (Títulos anteriores como Rússia e na era-FIFA) |

| Bola de Ouro          | Bola de Prata             | Bola de Bronze           |
| --------------------- | ------------------------- | ------------------------ |
| Noël Ott              | Artur Paporotnyi          | Raoul Mendy              |
| Chuteira de Ouro      | Chuteira de Prata         | Chuteira de Bronze       |
| Glenn Hodel (12 gols) | Dejan Stankovic (10 gols) | Takuya Akaguma (10 gols) |
| Luva de Ouro          | Prêmio Fair Play          | Prêmio Fair Play         |
| Eliott Mounoud        | Brasil                    | Brasil                   |